# Toma Simionov
Toma Simionov (ur. 30 października 1955 w Caraorman) – rumuński kajakarz, kanadyjkarz. Trzykrotny medalista olimpijski.
Przed olimpiadą w 1980 zaczął pływać w duecie z Ivanem Patzaichinem i w Moskwie zdobył złoto na 1000 metrów. Cztery lata później ponownie sięgnęli po złoto na 1000 metrów, na 500 byli drudzy. Stawał na podium mistrzostw świata w C-2 (m.in. złoto w 1981, 1982 i 1983).